# Маврово (национальный парк)
Национа́льный парк Ма́врово (макед. Национален парк Маврово) — третий по величине национальный парк Северной Македонии, его площадь — 73 088 га.
Территория парка охраняется с 1948 года. В границах на парка находятся горные массивы: Кораб (2764 м), Дешат (2375 м), частично в парк входят: горный массив Шар (2747 м) и ещё один из высочайших в Северной Македонии — массив Бистра (2163 м) и севере парка — массив Крчин.
Центральная часть парка в долине реки Радика. В нижней части национального парка расположено Мавровское озеро.
В границах парка имеется множество различных морфологических образований и частей рельефа: речные долины, водопады, карстовые образования, пещеры, и др. Леса парка в основном состоят из бука.
Неподалёку расположен — одноимённый горнолыжный курорт «Маврово».

## Флора и фауна
Здесь произрастают около 1000 видов высших растения, из которых 38 древовидные, а около шестисот — эндемики, исчезающие или редкие виды. Национальный парк Маврово является классическим местом произрастания 7 видов растений, единственным местом в Северной Македонии, где можно встретить 12 редких видов растений, также в границах парка распространены ещё 33 вида растения, которые редко встречаются в других местах Северной Македонии.
Фауна национального парка Маврово также отличается своим многообразием. Здесь встречаются более 140 видов птиц, среди них есть сапсан, орёл-могильник и беркут, также 11 видов земноводных, 12 видов пресмыкающихся и 38 видов млекопитающих (в том числе медведь, рысь, серна и лесная кошка).